# Antonio Alcalá Galiano
Antonio Alcalá Galiano y Fernández de Villavicencio (Cádiz, 22 de julio de 1789 - Madrid, 11 de abril de 1865) fue un político y escritor español. Fue ministro de Marina en 1836, y nombrado ministro de Fomento en abril de 1865. Elegido diputado en 1822 por Cádiz, repitiendo en diez legislaturas por Cádiz, Pontevedra, Barcelona y Madrid hasta su fallecimiento.

## Biografía
Perteneció a una influyente familia de militares como hijo del marino Dionisio Alcalá Galiano, muerto en la batalla de Trafalgar, tío del escritor Juan Valera y sobrino del capitán general de la Armada, Don Juan María de Villavicencio y de la Serna, regente del Reino, durante la estancia de Fernando VII en Bayona.
Tras sus estudios en el Real Colegio de la Purísima Concepción de Cabra, recorrió con su padre el Mediterráneo en 1802, deteniéndose en Nápoles. En 1806 ingresó como cadete en Guardias Marinas Españolas y al año siguiente fue hecho maestrante de Sevilla. El 8 de noviembre de 1808 casó con María de los Dolores de Aguilar, de la que tuvo un hijo y se separó, presuntamente por infidelidad de la esposa en 1815. Por entonces tenía fama de libertino y borracho. Era, además, de una extrema fealdad. 
Abandonó la carrera militar en 1812. Doceañista en su juventud, tomó partido junto con José Joaquín de Mora en 1814 contra la introducción del Romanticismo reaccionario germánico por Juan Nicolás Böhl de Faber en Cádiz, pero después de su emigración londinense apoyó la nueva estética, de lo que da fe su "Prólogo" a El moro expósito de su gran amigo Ángel de Saavedra, duque de Rivas, que supone de hecho el manifiesto del Romanticismo español. Participó en la conspiración que terminó con el triunfo del liberal Rafael del Riego en 1820 y la proclamación de la Constitución de Cádiz derogada por Fernando VII. Fue considerado como un gran orador y defendió el liberalismo exaltado en la Fontana de Oro durante el Trienio Liberal, en que militó en la sociedad secreta Confederación de Caballeros Comuneros, pero luego se pasó a la masonería y al partido moderado y tuvo que marcharse al exilio al votar la incapacidad del rey Fernando VII en 1823. 
En Londres sobrevivió enseñando lengua y literatura española. Hasta entonces era fundamentalmente un gran lector de Montesquieu; a partir de entonces se imbuyó del pensamiento político inglés y en consonancia con el liberalismo moderado de Edmund Burke rechazó la política de principios abstractos y se inclinó por el utilitarismo hasta convertirse al liberalismo doctrinario de Alexis de Tocqueville y Benjamin Constant de Rebecque.
Sus coetáneos son unánimes al afirmar que Antonio Alcalá Galiano destacaba como orador. Además es autor de una de las mejores autobiografías del siglo XIX, redactada en dos versiones: los Recuerdos de un anciano (1878) y las Memorias (1886), algo más detalladas. Por otra parte, fue también un gran crítico literario, como demuestran sus Lecciones de literatura española, francesa, inglesa e italiana del siglo XVIII. Compuso además unas Lecciones de derecho político y constitucional (1843).

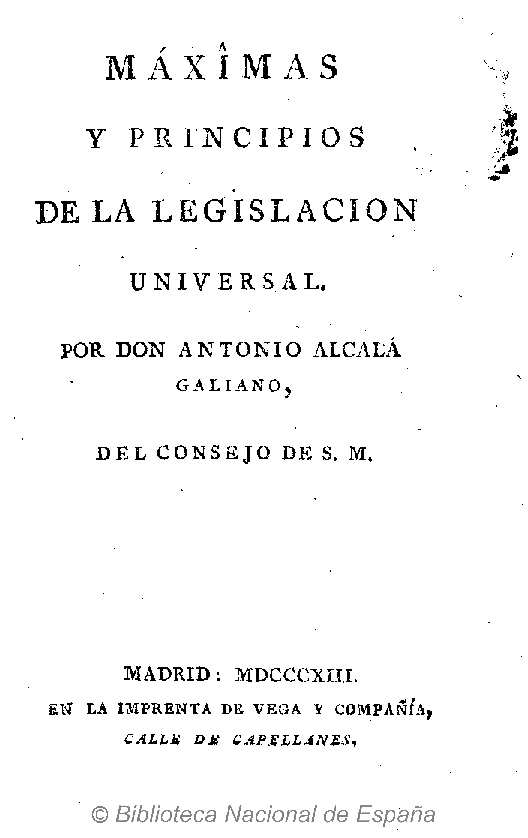
Máximas y principios de la legislación universal, 1813

## Obras
- Apuntes para servir a la historia del origen y alzamiento del ejército destinado a Ultramar en 1 de enero de 1820 (1821)
- Lecciones de derecho político y constitucional (1843)
- Lecciones de literatura española, francesa, inglesa e italiana del siglo XVIII (1844)
- Breves reflexiones sobre la índole de la crisis por que están pasando los gobiernos y pueblos de Europa  (1848)
- Recuerdos de un anciano (1878)
- Juicio crítico de Miguel de Cervantes Saavedra (1880)
- Memorias (1886)

### Sonetos
- En el álbum de la señorita de Gaviria